# Hôtel de la Gicquelais
L’hôtel de la Gicquelais est un hôtel particulier situé à Saint-Malo, dans le département d'Ille-et-Vilaine.

## Histoire

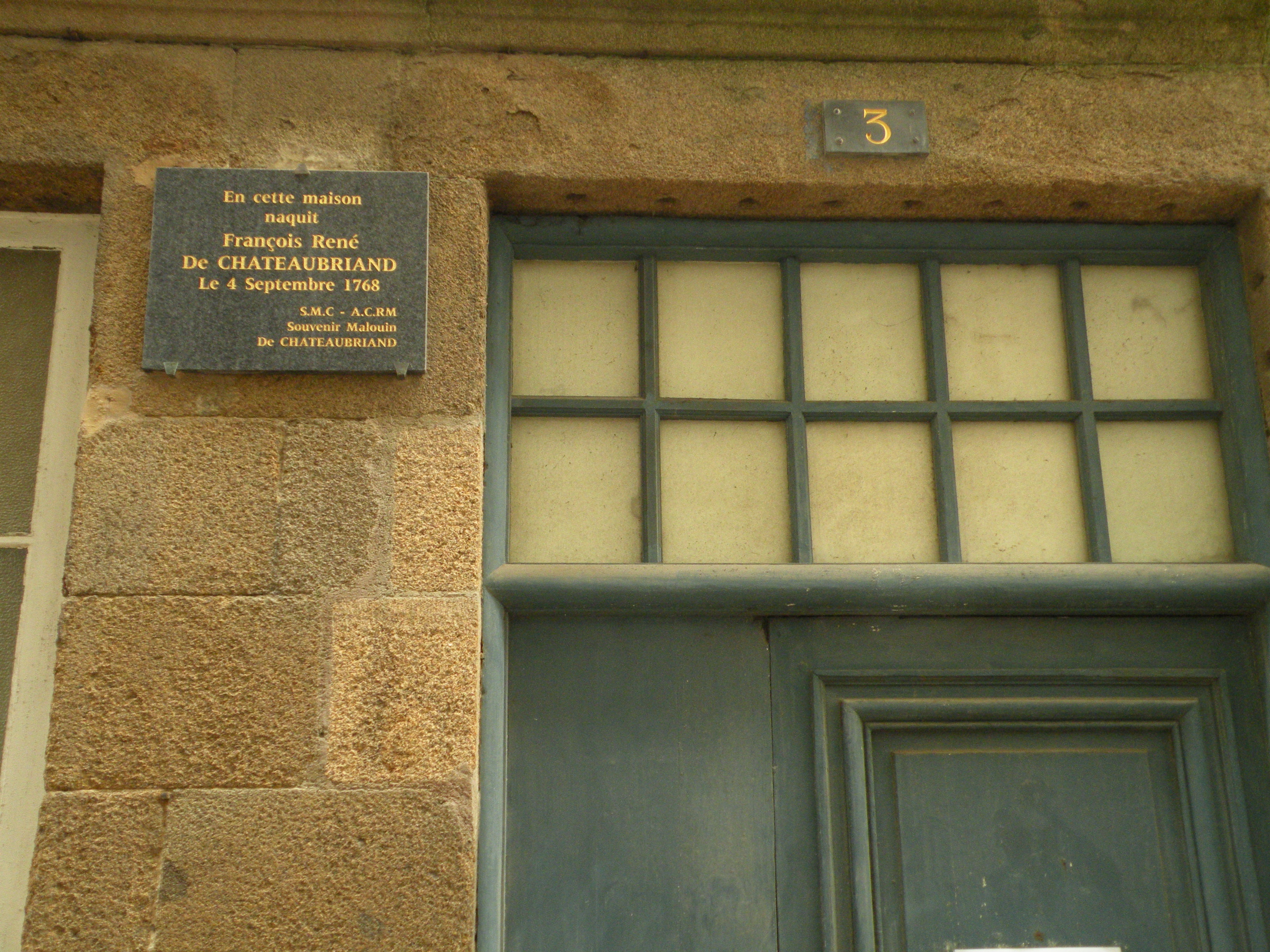
Plaque commémorative.

François-René de Chateaubriand y vit le jour le 4 septembre 1768.
Ce bâtiment fait l’objet d’un classement au titre des monuments historiques depuis le 23 mars 1964.